# Coupe du monde de marche 1963
Navigation
Lugano 1961 Pescara 1965
La 2e édition de la Coupe du monde de marche s'est déroulée les 12 et 13 octobre 1963 dans les rues de Varese, en Italie.

## Tableau des médailles
| Rang | Nation      | Or | Argent | Bronze | Total |
| ---- | ----------- | -- | ------ | ------ | ----- |
| 1    | Royaume-Uni | 2  | 2      | 0      | 4     |
| 2    | Hongrie     | 1  | 1      | 1      | 3     |
| 3    | Suède       | 0  | 0      | 2      | 2     |
|      | Total       | 3  | 3      | 3      | 9     |

## Podiums

### Hommes
| Épreuve                             | Or                                       | Argent                                    | Bronze                                  |
| ----------------------------------- | ---------------------------------------- | ----------------------------------------- | --------------------------------------- |
| 20 km                               | Ken Matthews Royaume-Uni 1 h 30 min 10 s | Paul Nihill Royaume-Uni 1 h 33 min 18 s   | Antal Kiss Hongrie 1 h 33 min 38 s      |
| 50 km                               | István Havasi Hongrie 4 h 14 min 25 s    | Ray Middleton Royaume-Uni 4 h 17 min 15 s | Ingvar Pettersson Suède 4 h 19 min 11 s |
| Lugano Trophy - Combiné par équipes | Royaume-Uni 93 pts                       | Hongrie 64 pts                            | Suède 63 pts                            |